# Ophiomusium facetum
Ophiomusium facetum är en ormstjärneart som beskrevs av Jean Baptiste François René Koehler 1922. Ophiomusium facetum ingår i släktet Ophiomusium och familjen Ophiolepididae. Utöver nominatformen finns också underarten O. f. madecassium.